# Dissiliaria
Dissiliaria é um género botânico pertencente à família Picrodendraceae.